# Аддитивность (математика)

Площадь ромба равна сумме площадей его четырёх частей — равновеликих прямоугольных треугольников

Аддити́вность величины в математике и естественных науках — свойство величины, определённой на некотором классе математических или физических объектов, состоящее в том, что значение величины, соответствующее целому объекту, равно сумме значений величин, соответствующих его (непересекающимся) частям при любом разбиении объекта на части.

## Примеры
- Объём аддитивен, потому что объём целого тела равен сумме объёмов составляющих его частей. Аналогичным свойством аддитивности обладают площадь и длина.
- Угол на плоскости. Угол между образующими конуса уже не аддитивен[3].
- Мера Лебега аддитивна.
- Электрический заряд, напряжённость магнитного поля, внутренняя энергия, энтропия аддитивны[4][5][6][7].
- Масса не аддитивна, масса системы не равна сумме масс её составляющих, потому что масса части объекта зависит не только от величины этой части, но и от энергии её взаимодействия с другими частями (см. Закон сохранения массы). Однако для низкоэнергетических процессов (например, в химических реакциях) массу с высокой точностью можно считать аддитивной[8].
- Температура, плотность и т. п. не аддитивны, поскольку суммирование этих значений для разных частей тела не имеет смысла.